# The Gay Divorcee
The Gay Divorcee is een Amerikaanse muziekfilm uit 1934 onder regie van Mark Sandrich.
De film is gebaseerd op de musical Gay Divorce. De muziek was van Cole Porter, de liedjesteksten van Dwight Taylor en de tekst van Kenneth S. Webb en Samuel Hoffenstein. Deze musical, zelf al gebaseerd op een  ongeproduceerd toneelstuk van J. Hartley Manners, werd in 1932 opgevoerd op Broadway met Fred Astaire in de hoofdrol.
In de film is het legendarische danskoppel Fred Astaire en Ginger Rogers te zien als Guy Holden en Mimi Glossop. Alice Brady, Edward Everett Horton, Eric Blore, Erik Rhodes en Betty Grable leverden de bijrollen.
De film werd bij de Academy Awards genomineerd voor Beste Film. De Oscar ging uiteindelijk echter naar It Happened One Night, een romantische komedie met Clark Gable en Claudette Colbert. Het liedje The Continental won de allereerste Academy Award voor Beste Originele Nummer.

## Verhaal
Mimi Glossop verblijft in Engeland en wil graag een scheiding van haar man, die ze in jaren al niet heeft gezien. Onder toezicht van haar dominante en veel te vaak getrouwde tante Hortense, regelt ze Egbert Fitzgerald als advocaat. Wat ze niet weet, is dat Egbert niet in staat is een advocaat te zijn maar dit toch probeert om zijn vader te overtuigen. Snel blijkt dat Egbert een van Hortense's voormalige echtgenotes is. Egbert verzint het plan dat Mimi betrapt moet worden met een andere man, zodat ze een scheiding zal krijgen. Egbert huurt Rodolfo Tonetti in om de taak te vervullen. Hij geeft hem een citaat dat hij van zijn vriend Guy heeft gehoord, zodat hij die aan Mimi kan vertellen. Op deze manier weet Mimi wie hij is.
Door toeval vertelt Guy, die eerder al vele ontmoetingen heeft gehad met Mimi, het citaat aan haar. Mimi, die furieus en teleurgesteld tegelijkertijd is, maakt het hem zo moeilijk mogelijk, totdat haar tante haar het misverstand uitlegt en Mimi nu eindelijk voor de charmes van Guy valt.

## Rolverdeling
| Acteur                | Personage         |
| --------------------- | ----------------- |
| Fred Astaire          | Guy Holden        |
| Ginger Rogers         | Mimi Glossop      |
| Alice Brady           | Tante Hortense    |
| Edward Everett Horton | Egbert Fitzgerald |
| Erik Rhodes           | Rodolfo Tonetti   |
| Betty Grable          | Zingend meisje    |

## Liedjes
- Don't Let It Bother You (Gordon & Revel)
- Needle in a Haystack (Magidson & Conrad), door Fred Astaire
- Let's K-nock K-nees (Gordon & Revel), door Betty Grable
- Night and Day (Cole Porter), door Fred Astaire
- The Continental (Magidson & Conrad), door Ginger Rogers